# Provincia Elqui
Elqui (Provincia de Elqui) este o provincie din regiunea Coquimbo, Chile, cu o populație de 442.999 locuitori (2012) și o suprafață de 16895,1 km2.